# Polycentrický jazyk
Polycentrický jazyk nebo pluricentrický spisovný jazyk je takový jazyk, kterým hovoří více národů, takže má několik kodifikovaných standardních verzí, které se od sebe mírně odlišují. Rozdíly mezi příslušnými variantami jsou uvedeny v jazykovědné literatuře, (tj. ve slovnících, gramatice, pravopisu) a každá varianta je nezávisle kodifikovaná jazykovědci příslušného národa. Pluricentrický jazyk tedy není směsicí jazyků, ale jeho uživatelé hovoří stejným jazykem. Každá varianta je spisovná, to znamená, že slouží ve všech sférách společenského života.
Všechny velké evropské jazyky, a také některé mimoevropské, mají několik spisovných verzí. Mezi nejznámější příklady polycentrických jazyků, které se uvádějí v sociolingvistické literatuře, patří: angličtina, němčina, srbochorvatština, francouzština, španělština, portugalština, arabština, malajština, hindustánština, nizozemština a arménština.
Jazyk, který má pouze jednu spisovnou verzi, se nazývá monocentrický: např. japonština, čeština, maďarština nebo ruština.